# Маликрабат
Маликрабат (узб. Malikrabot / Маликработ) — городской посёлок в Карманинском районе Навоийской области Узбекистана.

## История
В X-XVI веках был крупным городом. Статус посёлка городского типа присвоен в 1971 году. До начала 1990-х годов носил название Комсомольск.

## География
Посёлок расположен в 22 км от железнодорожной станции Навои (узел линий на Бухару, Самарканд и Учкудук). На окраине посёлка расположен аэропорт Навои.

## Население
| 1979 | 1989 | 2001 |
| ---- | ---- | ---- |
| 3096 | 5055 | 7500 |